# Acanthoclita
Acanthoclita is een geslacht van vlinders uit de familie bladrollers (Tortricidae). De wetenschappelijke naam van het geslacht is voor het eerst geldig gepubliceerd in 1982 door Alexey Diakonoff.
De typesoort van het geslacht is Eucosma balanoptycha Meyrick, 1910

## Soorten
- Acanthoclita acrocroca Diakonoff, 1982
- Acanthoclita argyrotorna (Diakonoff, 1984) (Grapholita argyrotorna)
- Acanthoclita balanoptycha (Meyrick, 1910) (Eucosma balanoptycha)
- Acanthoclita balia Diakonoff, 1982
- Acanthoclita bidenticulana (Bradley, 1957) (Eucosma bidenticulana)
- Acanthoclita conciliata (Meyrick, 1920) (Eucosma conciliata)
  - = Laspeyresia heteropa Meyrick, 1920
- Acanthoclita chromataspis (Meyrick, 1921)
- Acanthoclita dejiciens (Meyrick, 1932) (Acroclita dejiciens)
  - = Acroclita spilocausta Meyrick, 1934
- Acanthoclita hilarocrossa (Meyrick, 1930) (Eucosma hilarocrossa)
- Acanthoclita iridorphna (Meyrick, 1936) (Acroclita iridorphna)
- Acanthoclita pectinata (Diakonoff, 1988)
- Acanthoclita phaulomorpha (Meyrick, 1927) (Laspeyresia phaulomorpha)
- Acanthoclita psimythistes (Diakonoff, 1988)
- Acanthoclita trichograpta (Meyrick, 1911) (Argyroploce trichograpta)
  - = Eucosma taophanes Meyrick, 1921